# Дворец Уленецких (Львов)
Дворе́ц Улене́цких (другое название дворец Бесядецких, принадлежал также Бельским, Потоцким, Коморовским) — памятник архитектуры во Львове (Украина). Находится на площади Галицкой, 10. Это последний из многочисленных пригородных дворцов XVIII века, принадлежавших богатым львовским купцам и магнатам.
Сохранился в значительно перестроенном виде. Построен был в XVIII веке по проекту французского архитектора Рико де Тиржеля вблизи Галицкой брамы. Про эпоху барокко напоминает трёхосная композиция фасада с центральным гранёным ризалитом, а также постановка здания в глубине двора по оси ворот усадьбы, за металлической оградой с воротами. В 1866 году дворец реставрировался архитектором С.Солецким, по проекту которого заменили междуэтажное перекрытие большого центрального зала. В 1885 году архитекторы Я. и К. Шульцы распорядились пристроить к западному торцу здания трёхэтажный флигель. В 1932—1935 годы архитектор Я. Багеньский придал тот архитектурный вид, который оно сохраняет до сих пор. Дворец двухэтажный, в плане прямоугольный, с тремя ризалитами на главном фасаде. Боковые ризалиты оформлены спаренными пилястрами. Окна здания декорированы наличниками с модернистским рисунком, над входной дверью установлен геральдический лев в картуше.
В конце ХІХ ст. дворец перешел в собственность города и в нём разместилась торгово-промышленная палата. Нынешний вид дворца был предоставлен зданию во время реставрации в 1935 г., после которой планировалось создать здесь музей.
В советское время здание использовалось Областной библиотекой имени Ярослава Галана. В 2000-е годы оно не использовалось, находилось в запустении, пока не перешло в управление его хозяином не стал Львовский университет им. И. Франко, администрация которого занялась капитальной реставрацией сооружения.